# Hornmühle (Oberviechtach)
Hornmühle ist ein Ortsteil der Stadt Oberviechtach im Oberpfälzer Landkreis Schwandorf in Bayern.

## Geographische Lage
Die Einöde Hornmühle liegt am Hornmühlbach, der etwa 1,5 km nördlich am Südhang des 638 m hohen Buchberges entspringt und ungefähr 2 km südlich bei der Hundhagermühl in die Ascha mündet.

## Geschichte
Im Matrikel des Bistums Regensburg wurden in der Hornmühle in den Jahren 1838 und 1860 je ein Gebäude mit 7 Bewohnern verzeichnet.
Zum Stichtag 23. März 1913 (Osterfest) wurde Hornmühle als Teil der Pfarrei Oberviechtach mit einem Haus und drei Einwohnern aufgeführt.
Am 31. Dezember 1990 hatte Hornmühle einen Einwohner und gehörte zur Pfarrei Oberviechtach.